# 東村山消防署
東村山消防署(ひがしむらやましょうぼうしょ）は、東京都東村山市にある東京消防庁第八消防方面本部に所属する消防署。

## 概要
東村山市全域を管轄する消防署である。2つの出張所を有し、本署と合わせて3つのエリアに分かれて担当している。

### 沿革
- 1964年4月1日 - 東村山町の市制施行により東村山市が誕生。消防組織法の規定による「東村山市消防本部」が発足、同消防本部により東村山消防署が設置。
- 1964年10月15日 - 東村山医師会による救急車の寄贈を受けて救急業務を開始。
- 1965年2月3日-ポンプ車1台配置
- 1965年4月1日 - 救急業務を開始する。
- 1965年7月29日 - 東村山市消防本部庁舎および東村山消防署庁舎の新庁舎が竣工。
- 1965年6月22日 - 指揮車が配備される。
- 1970年3月31日 - 翌日の消防事務委託に伴い東村山市消防本部を廃止
- 1970年4月1日 - 東京消防庁に消防事務を委託し、東京消防庁東村山消防署となる
- 1972年3月21日 - 秋津出張所庁舎が竣工
- 1972年3月21日 - 化学車が配備される。
- 1987年6月6日-松寿園火災発生（死者17名）
- 1993年7月15日-火災による死者ゼロ2000日
- 2005年8月23日 - 特別消火中隊の運用開始。
- 2014年4月1日-開署50周年
- 2014年12月31日-焼損床面積65㎡で開署以来最小

### 所在地
- 東京都東村山市美住町2丁目28番地16

## 出張所
- 秋津出張所（秋津町2丁目31番41）
- 本町出張所（本町1丁目1番地２）

### 配備車両
- ポンプ車-東村山1、東村山2、本町１、本町２、秋津１、東村山非常用ポンプ
- 特殊災害対策車-東村山特災
- はしご車-東村山はしご
- 指揮隊車-東村山指揮
- 工作車-東村山工作
- 救急車-東村山救急、本町救急、秋津救急、東村山非常用救急
- 査察広報車-東村山広報１、東村山広報2
- 計16台